# Wilhelm von der Osten-Sacken
Friedrich Wilhelm Benjamin von der Osten-Sacken (* 20. Dezember 1769 in Allenburg; † 5. Dezember 1846 in Freienwalde (Oder)) war ein preußischer Generalmajor und Kommandeur der 3. Infanterie-Brigade.

## Leben

### Herkunft
Seine Eltern waren Johann Christoph von der Osten-Sacken (1744–1810) und dessen Ehefrau Anna Sophie, geborene von (Waschkau) Waschlowska (* 3. November 1751; † 14. Juli 1814). Sein Vater war preußischer Major a. D., zuletzt Traindirektor in Graudenz. Sein Onkel war der Präsident von Sacken, Herr auf Pelzen in Kurland.

### Militärkarriere
Osten-Sacken wurde bei seinem Onkel erzogen. Er trat 1789 als Volontär in das Husarenregiment „von Wolky“ der Preußischen Armee ein, schied aber 1791 wieder aus dem Militärdienst aus. Im Oktober 1794 kehrte Osten-Sacken in preußische Dienste zurück und wurde im Infanterieregiment „von Amaudruz“ angestellt. Während des Feldzuges in Polen nahm er 1794/95 mit seinem Regiment am Gefecht bei Wola teil. 
Am 16. Juli 1795 immatrikulierte er sich als Student der Jurisprudenz an der Universität Königsberg. Am 13. Dezember 1797 wurde er zum Fähnrich sowie am 18. April 1801 zum Sekondeleutnant befördert. Dennoch erbat er seinen Abschied, den er am 5. Februar 1805 erhielt.
1806 kehrte er in den Dienst zurück und leitete die Organisation des 1. Neumärkischen Reserve-Bataillons. Osten-Sacken wurde Führer der 4. Kompanie im Bataillon und machte 1807 noch einen Feldzug unter Blücher mit. Am 30. Dezember 1807 kam er mit dem Bataillon in das Infanterie-Regiment Nr. 2 und avancierte am 2. Januar 1812 zum Premierleutnant. Osten-Sacken erhielt am 4. Mai 1823 seinen Abschied als Stabskapitän mit einer Pension von 120 Talern und der Berechtigung zum Tragen seiner Armeeuniform. Er wohnte anschließend in Danzig.
Am 1. April 1813 wurde er von den Westpreußischen Ständen zum Major und Kommandeur des 3. Westpreußischen Landwehr-Infanterie-Regiments bestellt und am 11. Juli 1813 vom König bestätigt. Am 1. August 1813 wurde er Kommandeur des 3. Westpreußischen Landwehr-Infanterie-Regiments. Während der Befreiungskriege kämpfte Osten-Sacken bei den Belagerungen von Torgau und Magdeburg sowie den Gefechten bei Luckau, Coswig, Werda und beim Sturm auf Dahme. Für Magdeburg wurde er mit dem Eisernen Kreuz II. Klasse und für Dahme mit dem Kreuz I. Klasse ausgezeichnet. Am 3. Oktober 1815 stieg er dann zum Oberstleutnant auf.
Am 18. Mai 1816 kam Osten-Sacken zum besoldeten Stamm des Danzig-Marienwerderschen Landwehr-Infanterie-Regiments (Nr. 5a). Am 5. Juni 1818 erfolgte seine Ernennung zum Kommandeur des 29. Infanterie-Regiments und in dieser Eigenschaft wurde Osten-Sacken am 30. März 1822 mit Patent vom 3. April 1822 zum Oberst befördert. Im Jahr 1825 erhielt er das Dienstkreuz. Am 30. März 1828 kam er als Kommandeur in das 18. Infanterie-Regiment und wurde am 7. Dezember 1830 mit der Führung der 3. Infanterie-Brigade beauftragt. Am 20. Oktober 1831 wurde er von dem Verhältnis entbunden. Am 30. März 1832 wurde er zum Kommandeur der Brigade ernannt und dem 18. Infanterie-Regiment aggregiert. Am 30. März 1833 wurde Osten-Sacken Generalmajor mit Patent vom 1. April 1833. Mit einer Pension von 1800 Talern erhielt er am 17. März 1835 seinen Abschied und in Würdigung seiner Verdienste verlieh ihm König Friedrich Wilhelm III. am 25. März 1835 den Roten Adlerorden II. Klasse mit Eichenlaub. Er starb am 5. Dezember 1846 in Freienwalde (Oder).

### Familie
Osten-Sacken heiratete am 18. Februar 1805 in Filehne Elisabeth Jakobine von Auer (1772–1813) aus dem Hause Lüdkenfürst. Aus der Ehe, die 22. März 1810 geschieden wurde, gingen folgende Kinder hervor:
- Hugo Friedrich Louis (1805–1871), Major a. D., zuletzt im 9. Infanterie-Regiment

⚭ 1836 Emma Laura von der Osten-Sacken (1810–1837)
⚭ 1841 Minna Charlotte Sophie Weise (1817–1851)
⚭ 1852 Alwine Louise Petersen (1819–1897), verwitwete Koberstein
- Karl Ferdinand Wilhelm Heinrich (1807–1869), Obersteuerkontrolleur ⚭ 1836 Marianne Thusnelda Auguste Elisabeth Heidemann (1813–1891)

Bereits am 22. Mai 1810 heiratete er in Chlaptow Karoline Lüdemann (1785–1827), mit der er mehrere Kinder hatte:
- Albert Leo Ottomar (1811–1895), preußischer Generalleutnant

⚭ 1838 Adelheid Luise Charlotte Wehrmann (1819–1881)
⚭ 1882 Janette Lorimer (1844–1885), verwitwete Franke
- Adelaide Eugenie (1813–1887)
- Gustav Hermann Alexander (1816–1896), preußischer Oberst ⚭ Marie Mathilde Adelheit Matthiaß (1822–1893)
- Ida Mathilde (1818–1903), Stiftsdame in Zehdenick
- Hubert Guido Alexis (1819–1867), Premierleutnant a. D.

Nach dem Tod seiner zweiten Frau heiratete Osten-Sacken am 8. März 1828 Maria Cäcille Ida von Hagen (1809–1878), Tochter des Generalmajors Hans von Hagen. Das Paar hatte mehrere Kinder:
- Karoline Ottilie Klara (1829–1876) ⚭ 1856 Gustav Wendt († 1884), Eisenbahnstationsvorsteher
- Eugen Oskar (* 1830)
- Alexis Louis Bogislaw (* 1823) ⚭ 1867 Anna Louise Bertha Raute (* 1843)
- Bertram Oswald (* 1834), verstarb in Batavia in niederländischen Diensten
- Hugo Ottomar (1841–1876), Hauptmann a. D. ⚭ Marie Friederike Ferdinandine von Hagen (* 1842)[2]

Auf Grund seiner Verdienste erhielt die Witwe eine jährliche Pension von 150 Talern und eine Beihilfe von 400 Talern zur Erziehung der Söhne.